# Polygenis massoiai
Polygenis massoiai är en loppart som beskrevs av Del Ponte 1967. Polygenis massoiai ingår i släktet Polygenis och familjen Rhopalopsyllidae. Inga underarter finns listade i Catalogue of Life.